# Nyírbéltek
Nyírbéltek is een plaats (nagyközség) en gemeente in het Hongaarse comitaat Szabolcs-Szatmár-Bereg. Nyírbéltek telt 2997 inwoners (2001).